# Babybel
Mini Babybel és una marca de petits productes de formatge per berenar que s'envasen individualment i estan disponibles en diversos sabors. És un producte de Le Groupe Bel, una empresa amb arrels a la regió del Jura a França, fundada per Jules Bel el 1865. La meitat de la producció mundial de Mini Babybel es fa a Évron, una comuna del nord-oest de França.
Als Estats Units, Le Groupe Bel produeix els formatges Mini Babybel a Kentucky. El març de 2016, Bel Brands USA va obrir una nova planta a Brookings, Dakota del Sud. Aquesta planta nord-americana i la producció original de Babybel es van mostrar en un segment de la sèrie documental Food Factory USA. En aquell moment, Bel Brands va calcular que els seus 250 empleats produirien unes 1,5 milions de rodes de formatge Mini Babybel per dia. El juliol de 2018, Le Groupe Bel va anunciar que la companyia tenia 12.700 empleats en 30 filials arreu del món i que la seva primera instal·lació de producció canadenca seria al Quebec.

## Productes
El "Mini Babybel Original", el més popular, és un formatge a l'estil Edam elaborat amb llet pasteuritzada, quall vegetarià, ferments làctics i sal. S'elabora amb els processos tradicionals d'elaboració d'Edam, excepte que s'utilitza quall de fonts vegetarianes (en lloc d'animals). També és naturalment lliure de lactosa.
Mini Babybel és conegut pel seu embalatge, que consisteix en una bossa de xarxa en la qual cada tros de formatge està envoltat d'una barreja de parafina de colors i cera microcristal·lina, dins d'un embolcall de cel·lofana fet de polpa de fusta, cotó o "una altra vegetació".

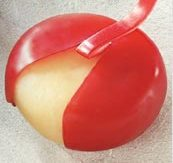
L'embolcall de cera vermella sent retirat d'un formatge Babybel.

### Sabors (amb els colors d'embolcall corresponents)
| Savors                                 | Color | Referències i comentaris                                                                             |
| -------------------------------------- | --- | --- |
| "Original" Edam                        | Vermell (a totes les localitzacions) | |
| "Light" Edam                           | Vermell, amb franja blava clara sobre cel·lofana vermella (totes les ubicacions) | Patrocinat per WeightWatchers al Canadà                                                              |

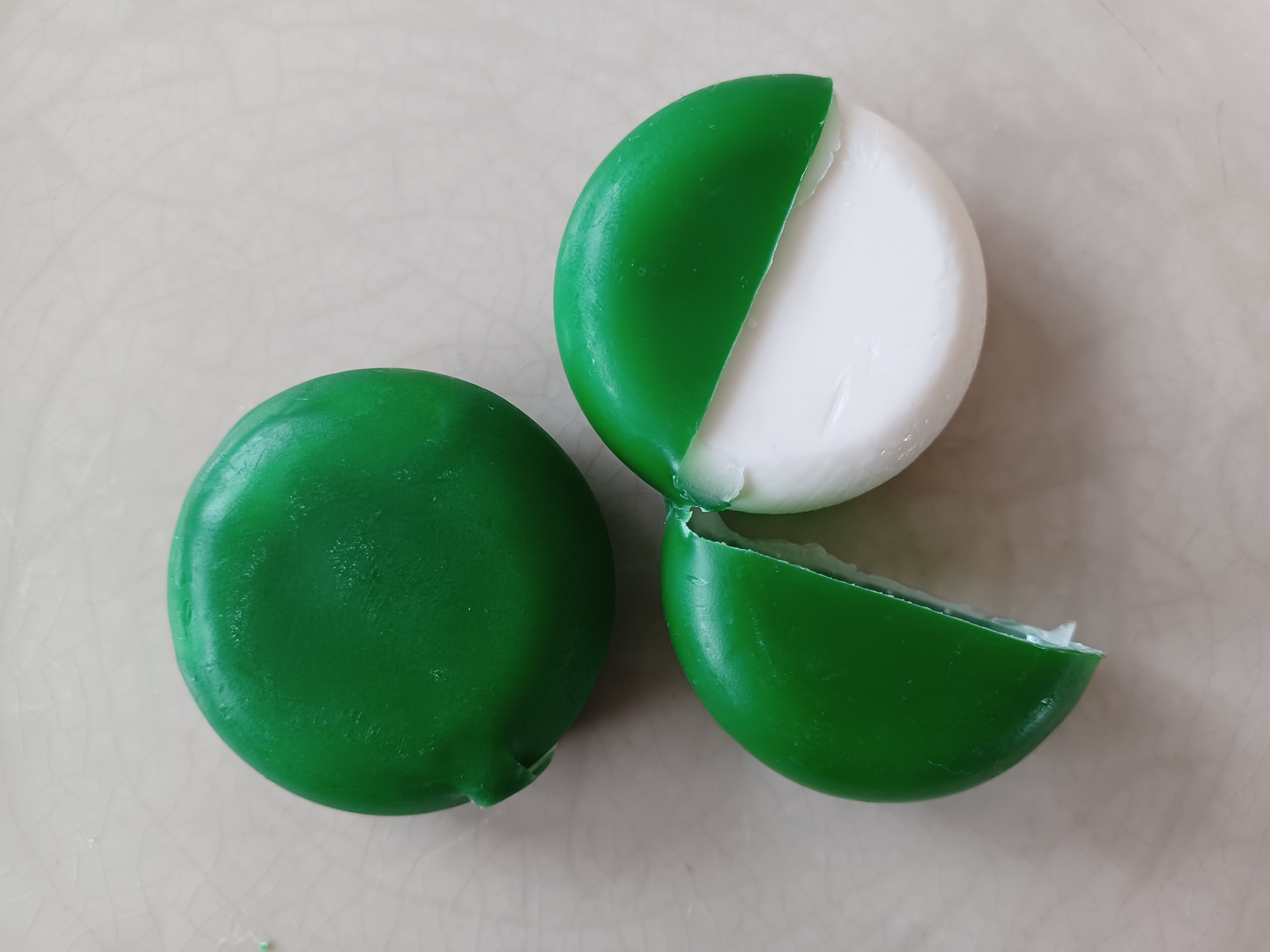
Formatge de base vegetal Babybel.

| Organic Edam                           | - Verd clar i blanc, amb "Bio" en lletres verdes (Bèlgica, França, Països Baixos, Portugal, Regne Unit) - Verd clar i vermell, amb "Bio" en lletres verdes (Eslovàquia)                              | Vegetarià                                                                                            |
| Cheddar                                | - Negre (Canadà, Estats Units) - Taronja (Austràlia – descatalogat) - Lila (Bèlgica, Dinamarca, Finlàndia, França, Irlanda, Noruega, Eslovàquia, Espanya - descatalogat, Suècia, Suïssa, Regne Unit) | [ 11 ]                                                                                               |
| Emmental                               | Groc (Bèlgica, Canadà – descatalogat, França, Alemanya, Grècia, Irlanda, Eslovàquia, Espanya – descatalogat, Regne Unit, Estats Units – descatalogat)                                                | |
| Gruyere                                | Groc (Canadà, Suïssa) | [ 11 ]                                                                                               |
| Goat's cheese                          | Verd (Canadà – descatalogat, França – descatalogat, Irlanda – descatalogat, Regne Unit – descatalogat)                                                                                               | |
| Gouda                                  | - Marró/Taronja (Canadà, Alemanya, Noruega – descatalogat, Estats Units) - Groc (Irlanda – descatalogat, Regne Unit – descatalogat)                                                                  | |
| Monterey Jack                          | Turquesa (Estats Units) | [ 12 ]                                                                                               |
| Mozzarella                             | Verd (Estats Units, Canadà – descatalogat, Grècia – descatalogat) | [ 11 ]                                                                                               |
| "Sharp Original" (cheese type unknown) | Magenta (United States) | |
| "High Protein"                         | Negre (Austràlia, Bèlgica, Txeca, Alemanya, Itàlia - descatalogat, Països Baixos - descatalogat, Portugal, Noruega)                                                                                  | |
| Plant-Based Cheese                     | Cera verda, embolcall verd amb fulles (Canadà, Països Baixos, Suïssa, Regne Unit, Estats Units) | Vegà. Apareix en una bossa en lloc d'una bossa de xarxa. Fet amb una "barreja d'oli de coco i midó". |
| Plant-Based "White Cheddar"            | Cera verda, embolcall verd fosc amb fulles (Estats Units) | Vegà. Apareix en una bossa en lloc d'una bossa de xarxa. Fet amb oli de coco i midó.                 |

### Productes Babybel
- Mini Babybel

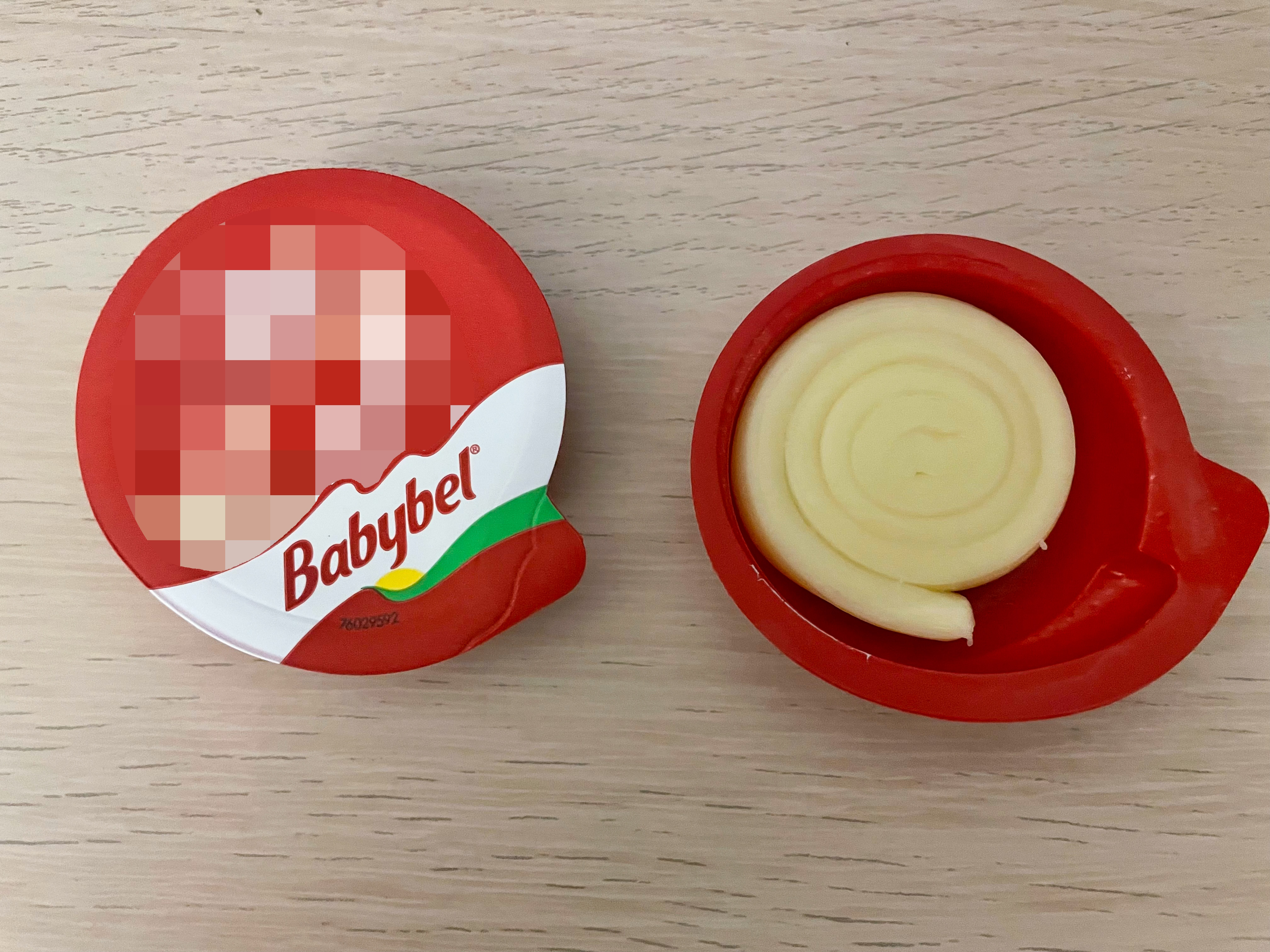
Babybel mini enrotllat en el seu envàs de plàstic (censurat en aquesta foto per problemes de drets d'autor).

  - Mini Babybel (AT, AU, BE, CA, CZ, DE, ES, EE, FI, FR, GR, IE, IT, MX, NL, NO, NZ, PL, PT, SK, UK, EUA)
  - Mini Roulés/Enrollados/Mini Rolls – Només Edam (CA, CH, DE, ES, FR, IT, NL)
  - Babybel Plus+ Probiòtic (AU)
  - Formatge i galetes: Edam, Edam Light i White Cheddar (descatalogat)
- Babybel Maxi: només Edam (BE, FR, DE, NL)
- Babybel Tranches/Scheiben – Només Edam (BE, CH, DE, FR)
- Babybel Light Cheese Apple & Grapes: només Edam lleuger (Regne Unit)

## Publicitat
Un jingle publicitari associat al producte reprodueix la lletra de la cançó "Barbara Ann" de The Regents. L'ús d'aquest jingle va començar a França a finals de la dècada de 1970, i després va sorgir a altres parts d'⁣Europa i el Canadà francès a principis de la dècada de 1990. Presenten el producte com un aperitiu de formatge "sempre en moviment i preparat per a qualsevol cosa".
La publicitat de Babybel al Regne Unit a finals de la dècada de 1990 i principis de la dècada de 2000 tenia el lema "Too tasty to share".
A partir de l'any 2012, en els seus anuncis s'ha utilitzat una gravació de la cançó "Get in Line" de I'm from Barcelona, on la banda va tornar a gravar la cançó amb un cor infantil. L'agost de 2012, hi va haver controvèrsia pel seu ús promocional de l'eslògan francès "Des vacances de malade mental" ("tenint unes vacances mentals", o literalment "vacances com un malalt mental") que es considerava ofensiu per a les persones amb dificultats d'aprenentatge o "malalties mentals".